# منتخب ألمانيا لكرة اليد
منتخب ألمانيا لكرة اليد هو الممثل الرسمي لدولة ألمانيا في لعبة كرة اليد.

## إنجازات
ألعاب أولمبية
- البطل في 1936
- الوصيف 1984 و2004

بطولة العالم
- البطل في 1938 و1978 و2007
- الوصيف 1954 و2004
- المركز الثالث 1958

بطولة أوروبا
- البطل في 2004
- الوصيف 2002
- المركز الثالث 1998

## روابط خارجية
- منتخب ألمانيا لكرة اليد على موقع ميوزك برينز (الإنجليزية)